# Upplandskubb

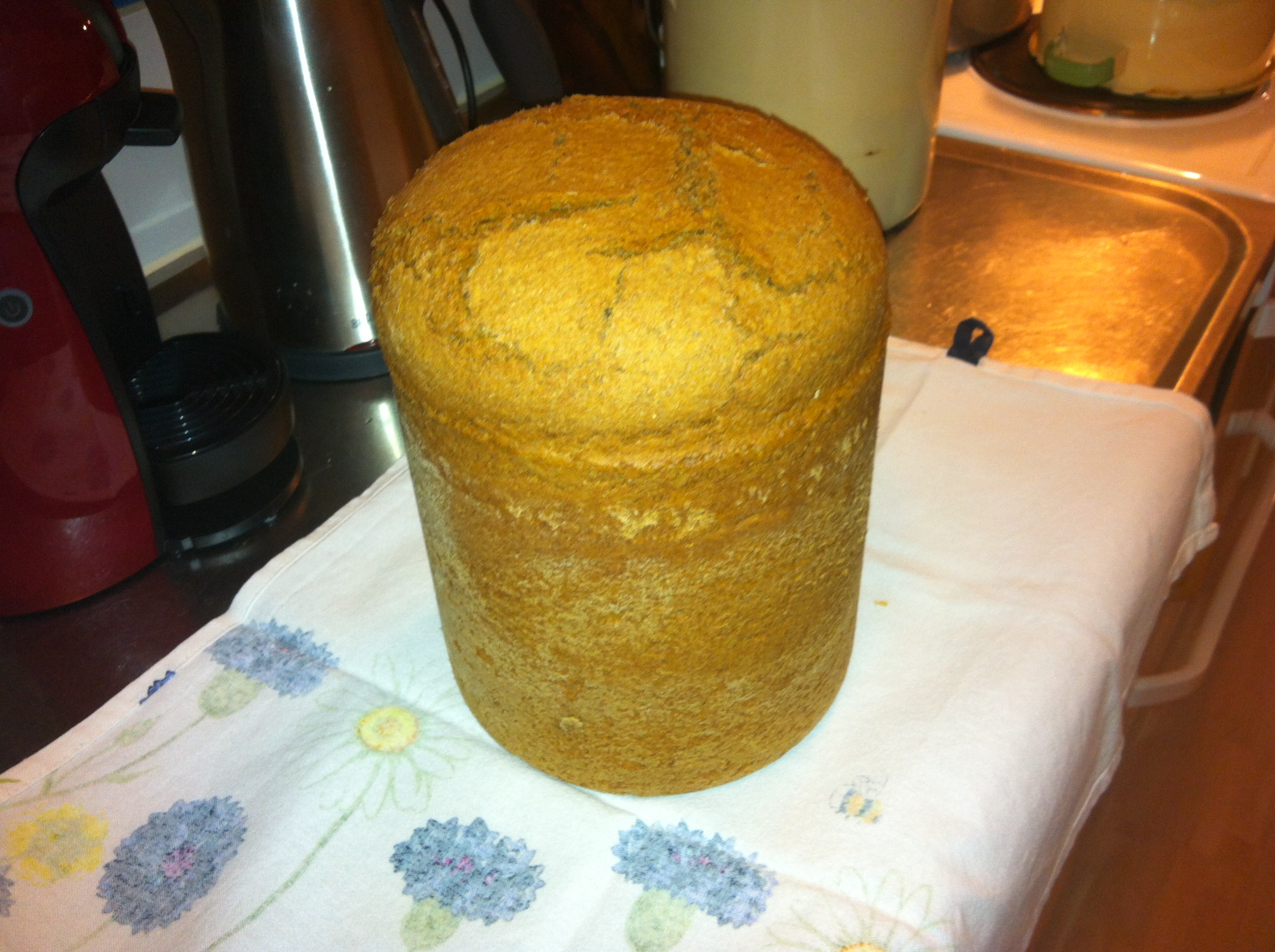
vers gekookt Upplandskubb

Upplandskubb is een traditioneel brood afkomstig uit het Zweedse landschap Uppland. Het wordt gebakken in een cilindrische bakvorm met een diameter van 16 tot 23 centimeter. De hoogte van het brood kan variëren. Het brood heeft geen korst.
Het wordt gebakken uit roggemeel, eventueel gemengd met tarwemeel, vermengd met stroop, water en gist. Het deeg dat men bekomt moet eerst lange tijd rijzen op een koele plaats. Het wordt dan in de cilindrische bakvorm geplaatst, die met een deksel wordt afgesloten. Het brood wordt niet in een oven gebakken maar de bakvorm wordt in een kokend waterbad geplaatst, waar het brood langdurig wordt gebakken. De bakvorm kan een groot blik zijn of een melkkan, met een inhoud van 2 tot 8 liter. Na het bakken moet het brood langzaam afkoelen; het wordt daarbij in een doek gewikkeld zodat het weinig vocht verliest.
Upplandskubb wordt overlangs versneden tot cirkelvormige plakken, die in vieren worden gedeeld. Een "snee" van Upplandskubb is dus een cirkelsector met een middelpuntshoek van ongeveer 90 graden.

## Beschermde oorsprongsbenaming
De Europese Commissie heeft "Upplandskubb" in juli 2014 erkend als beschermde oorsprongsbenaming (BOB). "Upplandskubb" moet bereid worden uit rogge en tarwe die is geteeld in Uppland, en het brood moet in Uppland geproduceerd zijn.